# Philippe Manoury
Philippe Manoury (Tulle en Corrèze, 1952) es un compositor francés de música contemporánea.

## Biografía
A los nueve años, Philippe Manoury comenzó a estudiar música y rápidamente comenzó a componer. Se formó en composición en la École Normale de Musique de Paris, con Gérard Condé, que le hizo descubrir la Segunda Escuela de Viena, y Max Deutsch, alumno de Arnold Schönberg. Ingresó a continuación en el Conservatoire national supérieur de musique de París donde el compositor y director de orquesta croata Ivo Malec era profesor y donde se encontró con Michel Philippot. También asistió a la clase de análisis de Claude Ballif. A continuación, tomó cursos de composición asistida por ordenador con Pierre Barbaud desde 1975 y en 1980 se incorporó al IRCAM.
A los diecinueve años, sus obras eran ya interpretadas en los principales conciertos y festivales de música contemporánea. De 1978 a 1981, vivió en Brasil y dio conferencias en universidades. En 1988, su obra Júpiter ganó el premio SACEM («Société des auteurs, compositeurs et éditeurs de musique») a la mejor creación contemporánea.
La informática musical es una herramienta fundamental en su trabajo de composición. Desde 2004, ejerce como profesor de la Universidad de California en San Diego (UCSD), donde enseña composición, análisis musical y procesamiento en tiempo real de la señal.

## Música
Las obras de Karlheinz Stockhausen, Pierre Boulez y Iannis Xenakis han sido sus primeras referencias y sus primeras obras de 1972-76 combinan un serialismo puntillista con los densamente masivos elementos característicos de la música de Stockhausen y Xenakis y las pinturas de Jackson Pollock.
Obras como Sound and Fury (El sonido y la furia) son de interés debido a la utilización de composición asistida por ordenador y una gran orquesta, que está simétricamente dispuesta y hace un uso bastante amplio de efectos espaciales izquierda-derecha. La serie de obras Sonus ex machina, desarrollada en colaboración con Miller Puckette, se encuentra entre las primeras piezas que utilizan en tiempo real el procesamiento de señales de audio.
Su obra Abgrund-grand pour Orchestre, un encargo conjunto de la Opera del Estado de Baviera y la Orquesta Sinfónica de Montreal, fue estrenada por la Orquesta del Estado de Baviera el 26 de noviembre de 2007 dirigida por Kent Nagano. Se ha descrito como «un trabajo que no quiere molestar ni perturbar [...] una estancia agradable y tal vez inofensiva cadena de disonantes semi-climax, pocas sacudidas, y fases de descanso. Tiene un efecto tonificante, es fácil concentrarse en...». En ella «Manoury [...] misericordiosamente sabe cómo utilizar [la abundancia de instrumentos de percusión], de manera mucho más discriminadamente que sus contemporáneos contemplando un frenesí de bongo tras otro.» "Philippe Manoury golpe[s] la combinación adecuada entre somero y profundo, melódico y disonante, placentero y estridente, estasis y progreso, simplicidad y complejidad. El constante correr-parar-apretar-reventar-relax puede no ser nuevo en absoluto, pero pagó dividendos [en 'Abgrund']."

## Premios
- 1976 - Premio de música de cámara de la SACEM.
- 1988 - Premio de la mejor realización musical de la SACEM, por Jupiter.
- 1998 - Gran Premio de composición de la Villa de París.
- 1999 - Gran Premio de música sinfónica de la SACEM.
- 2001 - Gran Premio de la SACD, por K....
- 2001 - Premio de la crítica musical por K....
- 2002 - Premio de Composición Musical Príncipe Pierre de Mónaco, por K....

## Escritos
- Manoury, Philippe. 1998. «La note et le son: Écrits et entretiens, 1981-1998», con un prólogo de Danielle Cohen-Lévinas. Musique et musicologie: Les dialogues. Paris: L'Harmattan. ISBN 2-7384-6985-X.

## Catálogo de obras
| Año     | Opus     | Obra | Tipo de obra                    | Duración |
| 1973    |          | Focus, para pequeño conjunto (retirada de catálogo). | Música instrumental (conjunto)  | 17:00    |
| 1973    |          | Sonate, para dos pianos (rev. 1994). | Música solista (2 Pianos)       | 25:00    |
| 1974    |          | Cryptophonos, para piano. | Música solista (piano)          | 13:00    |
| 1975    |          | Puzzle, para ensemble. | Música instrumental (conjunto)  | 20:00    |
| 1976    | Opus 05  | Numéro cinq, para piano y 13 instrumentos. | Música instrumental (conjunto)  | 23:00    |
| 1978    | Opus 06  | Quatuor à cordes. | Música de cámara (cuarteto)     | 27:00    |
| 1978    |          | Le Tempérament variable, para clarinete y pequeño ensemble. | Música instrumental (conjunto)  | 10:00    |
| 1978-84 | Opus 08  | Numéro huit, para orquesta (revisión en 1987). | Música orquestal                | 25:00    |
| 1982    | Opus 09  | Zeitlauf, para 12 voces solistas (3 sopranos, 3 contraltos, 3 tenores, 3 bajos) y orquesta de cámara sin maderas ni cuerdas (14 instrumentos) y electrónica. (Texto de Georg Webern) | Música vocal (instrumentos)     | 72:00    |
| 1983    | Opus 10a | Instantanés I, Versión La Rochelle, para orquesta de cámara. | Música orquestal (cámara)       | 20:00    |
| 1983    | Opus 10b | Instantanés II, Versión Étude, para las clases de conservatorio, orquesta de cámara sin cobres. | Música orquestal (cámara)       | 15:00    |
| 1985    | Opus 10c | Instantanés III, Versión Baden-Baden, orquesta de cámara sin cobres. | Música orquestal (cámara)       | 15:00    |
| 1985-87 |          | Aleph (sobre un texto de P. Manoury), para cuatro voces y orquesta. | Música vocal (orquesta)         | 65:00    |
| 1986    |          | Musique I, para cuerdas pinzadas (2 arpas, guitarra, mandolina y 2 percusiones). | Música instrumental (conjunto)  | 15:00    |
| 1986    | Opus 14  | Musique II, para noneto (siete metales y 2 marimbas). | Música instrumental (conjunto)  | 15:00    |
| 1986    |          | Instantanés, Versión electrónica (trío de teclados 3 sintetizadores) (retirada de catálogo). | Música electrónica              | 15:00    |
| 1986    |          | Petit Aleph, para flauta. | Música solista (flauta)         | 05:00    |
| 1986    |          | Solo de vibraphone (extraído de «Le livre des claviers») | Música solista (vibráfono)      | 07:00    |
| 1987    | Opus 15a | Jupiter, para flauta y electrónica en tiempo real (de «Sonus ex machina») (revisión 1992). | Música electrónica              | 37:00    |
| 1987    |          | Le Livre des claviers, seis piezas para sexteto de percusiones. | Música instrumental (percusión) | 25:00    |
| 1988    |          | Pluton [I. Toccata - II. Antiphonie - III. Séquences - IV. Modulation], para piano Midi y ordenador en tiempo real (de «Sonus ex machina») (revisión 1989). | Música electrónica              | 52:00    |
| 1988    |          | Le Livre des Claviers, seis piezas para 6 percusionistas (2 marimbas, vibráfono, 6 gongs tha‹landais y 6 sixxens). | Música instrumental (percusión) | 08:00    |
| 1988    |          | Deux mélodies, para soprano y clarinete, 2 percusiones y piano. | Música vocal (instrumentos)     | 15:00    |
| 1989    | Opus 19  | La Partition du ciel et de l'enfer, para flauta Midi, piano, piano Midi y orquesta de madera por 2 (28 músicos) (de «Sonus ex machina»). | Música instrumental (conjunto)  | 42:00    |
| 1990    |          | Xanadu (texto de Samuel Taylor Coleridge), para soprano y clarinete. | Música vocal (instrumentos)     | 10:00    |
| 1991    | Opus 21  | Neptune, para 3 percusionistas y ordenador 4X (de «Sonus ex machina»). | Música instrumental (percusión) | 35:00    |
| 1992    |          | Michigan Trio, para clarinete, violín y piano. | Música instrumental (trío)      | 15:00    |
| 1992    |          | Gestes, para trío de cuerdas. | Música de cámara (trío)         | 15:00    |
| 1992-93 | Opus 24  | Pentaphone. 5 piezas para gran orquesta. | Música orquestal                | 20:00    |
| 1993-94 |          | En écho (textos de Emmanuel Hocquart), para soprano y ordenador. | Música vocal (instrumentos)     | 30:00    |
| 1994    |          | Cronophonies I et II, para mezzosoprano, barítono-bajo y orquesta. Suite de orquesta de extractos de la ópera «Sorwell», inacabada. (textos de Sandra Joxe) | Música vocal (orquesta)         | 45:00    |
| 1994    |          | Pasacaille pour Tokyo, para piano y 17 instrumentos. | Música instrumental (conjunto)  | 18:00    |
| 1995    | Opus 29  | Epitaphe, para pequeño ensemble. | Música instrumental (conjunto)  | 05:00    |
| 1995    |          | Métal, para sextuor de sixxens. | Música instrumental (percusión) | 25:00    |
| 1995    |          | Prélude and Wait [Prélude de la nuit du sortilège, 1992], para gran orquesta. | Música orquestal                | 10:00    |
| 1995-97 |          | 60th Parallel (ópera), para 9 cantantes, gran orquesta y electrónica (libreto de Michel Deutsch). | Ópera                           | 90:00    |
| 1996    |          | Ultima, para clarinete, chelo y piano. | Música instrumental (trío)      | 14:00    |
| 1997    |          | Last, para clarinete, y 6 marimbas. | Música instrumental (conjunto)  | 08:00    |
| 1997-98 |          | Fragments pour un portrait [1. Chemins - 2. Choral - 3. Vagues paradoxales - 4. Nuit (avec turbulences) - 5. Ombres - 6. Bagatelle], seis piezas para tres grupos orquestales. | Música orquestal                | 34:00    |
| 1998    |          | Toccata de la «Passacaille pour Tokyo», para piano. | Música solista (Piano)          | 08:00    |
| 1998    |          | Douze moments (suite extraída de «60è parallèle») para gran orquesta con voz de mezzosoprano. (Textos de Michel Deutsch) | Música vocal (orquesta)         | 40:00    |
| 1998-99 |          | Sound and Fury («pour le 75è anniversaire de Pierre Boulez»), para gran orquesta. | Música orquestal                | 30:00    |
| 2001    |          | K... opéra en douze scènes, para cantantes, orquesta y electrónica en tiempo real. (libreto de Bernard Pautrat y André Engel, sobre El Proceso de Franz Kafka) | Ópera                           | 80:00    |
| 2001-02 |          | La Ville ( …Première sonate), para piano. | Música solista (Piano)          |          |
| 2001-02 |          | Slova [I. Ozveny - II. Ententyky - III. Uzkost], para coro de cámara mixto a capela (texto, en checo, de Daniela Langer). | Música coral (capella)          | 20:00    |
| 2002-03 |          | Fragments d'Héraclite, para coro de cámara a capela (textos de Heráclito). | Música coral (capella)          | 20:00    |
| 2003    |          | Noon, para soprano solo, coro mixto, station en tiempo real y grand orquesta (texto de Emily Dickinson). | Música vocal (orquestal)        | 47:00    |
| 2003    |          | La Frontière, ópera de cámara en 4 cuadros, para seis cantantes, 9 músicos y sistema electrónico en tiempo real (libreto de Daniela Langer). | Ópera                           | 90:00    |
| 2004    |          | Portrait of the Artist as a Young Man, «à Pierre Boulez pour ses quatre-vingts ans», para 10 instrumentos. | Música instrumental (conjunto)  | 07:00    |
| 2004    |          | Blackout, melodrama para contralto y conjunto instrumental (texto de Daniela Langer). | Música vocal (instrumentos)     | 20:00    |
| 2004-05 |          | Identités remarquables [I. Interrogation - II. Der Orden von hohen C - III. Funérailles - IV. Devil dance - V. Abgrund - VI. Lavender mist - VII. Perpetuum mobile], para 23 instrumentos. | Música instrumental (conjunto)  | 20:00    |
| 2005    |          | Strange Ritual, para conjunto instrumental (21 instrumentos). | Música instrumental (conjunto)  | 20:00    |
| 2005    |          | On Iron, acontecimiento escéncio multimedia para 4 cantantes solistas (SATB), 1 percusionista, coro mixto (8.8.8.8), electrónica en vivo (STR) y video (texto de Heráclito). | Música coral                    | 70:00    |
| 2006    |          | Trakl Gedichte (sobre poemas de Georg Trakl), para coro de cámara (S.A.T.B) | Música coral                    | 20:00    |
| 2006    |          | Partita I, para viola y dispositivo electrónico en tiempo real |                                 | 45:00    |
| 2007    |          | Abgrund, para gran orquesta |                                 | 20:00    |
| 2007-08 |          | Cruel Spirals, para soprano y ensemble [1. A Poem for the Cruel Majority - 2. Lamento I (Khurbin) - 3. Lamento II (Buchenwald) - 4. Anger : A Dream - 5. Lamento III (Bergen-Belsen) - 6. Song at Nightfall - 7. Lamento IV (Sobibor) - 8. Lamento V (Ravensbrück) - 9. A Poem for the Cruel Majority (Coda)] (sobre poemas de Jerome Rothenberg) |                                 | 26:00    |
| 2008    |          | Terra ignota, «in memoriam Karlheinz Stockhausen», para piano y orquesta de cámara |                                 | 26:00    |
| 2008    |          | Instants pluriels, para ensemble instrumental |                                 | 20:00    |
| 2011    |          | La Nuit de Gutenberg, Opéra en un prologue et douze tableaux (libreto de Jean-Pierre Milovanoff) | Ópera                           |          |

## Discografía
- Quatuor à cordes. Quatuor Arditti MFA, Harmonia Mundi, C 5139, 1984.
- Cryptophonos. Claude Helffer (pno) MFA Harmonia Mundi, C 5172, 1986.
- Petit Aleph. Pierre-André Valade (Flute), ADDA, 581 075, 1988.
- Zeitlauf. Groupe Vocal de France, Ensemble Intercontemporain, dirigida por Peter Eotvös, Erato, ECD, 75552, 1990.
- Le livre des claviers. Les percussions de Strasbourg, Philips Classics, 444 218-2, 1993.
- Epitaphe. Ensemble FA, conducted by Dominique My, MFA 216007, 1995.
- Jupiter y La Partition du Ciel et de l'Enfer. Sophie Cherrier (flauta) y el Ensemble Intercontemporain, dirigidos por Pierre Boulez. In Compositeurs d'aujourd'hui, Adès, 206 062, 1996.
- Plutón. Ilmo Ranta, piano, Technique Ircam Ondine Records, ODE 888-2, 1996.
- 60è parallèle. Orchestre de Paris, dirigida por David Robertson, Naxos 8.554249/50, 1997.
- En écho and Neptune. Donatienne Michel-Dansac (soprano); Roland Auzet, Florent Jodelet y Eve Payeur (percussion), Technique Ircam ACCORD, 465 526-2, 1998.
- Complete chamber music. Ensemble Accroche Note, Assai 222052, 2002.